# ۲ ارابه‌ران
۲ ارابه‌ران یک ستاره است که در صورت فلکی ارابه‌ران قرار دارد.